# Międzybóż
Międzybóż, do 2012 Międzybuż (ukr. Меджибіж, Medżybiż) – osiedle typu miejskiego na Ukrainie, w obwodzie chmielnickim, w rejonie latyczowskim.

## Nazwa
Nazwa pochodzi od ukr. między Bohami (Boh). Miejscowość leży przy ujściu Bużka do Bohu.

## Historia

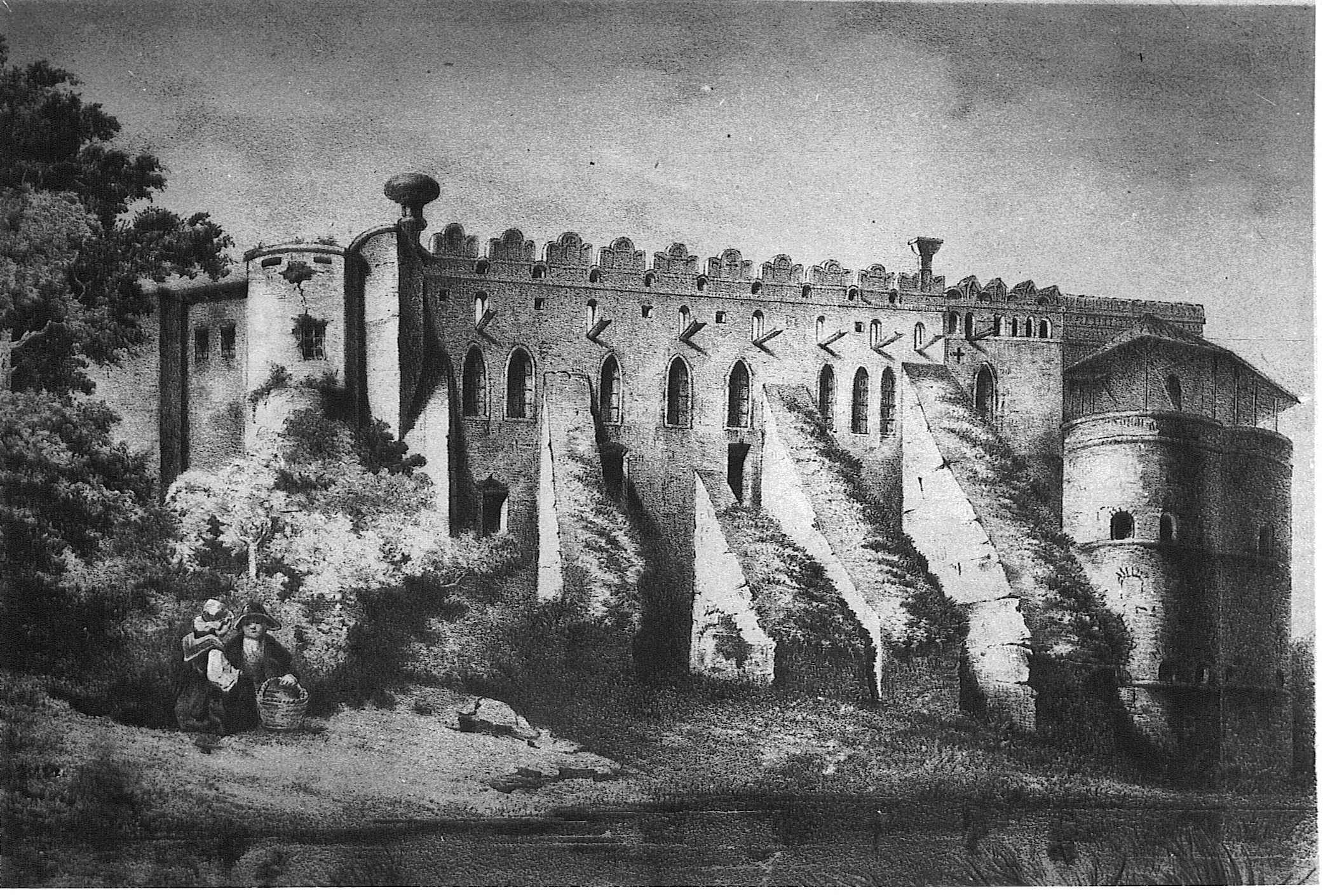
Zamek w XIX wieku

Pierwsza wzmianka o miejscowości pochodzi z 1146 roku. W XV wieku Międzybóż stanowił własność królewską. Międzybóż należał wówczas do Sieniawskich. W 1566 roku jego właściciel Mikołaj Sieniawski był oblegany na miejscowym zamku przez Tatarów. W 1593 roku, dzięki staraniom Adama Hieronima Sieniawskiego, król Zygmunt III Waza nadał osadzie prawa miejskie. W czerwcu 1678 nastąpiło wycofanie wojsk polskich z twierdzy. Odzyskana po Traktacie w Karłowicach w 1699 roku.
W 1731 stał się własnością Czartoryskich. W 1790 w tutejszym zamku stacjonował Tadeusz Kościuszko, który poznał tu Teklę Żurowską. Od 1793 w zaborze rosyjskim. Ośrodek chasydyzmu – rodzinne miasto Nachmana z Bracławia i miejsce, gdzie osiedlił się Baal Szem Tow.
Pod rozbiorami siedziba gminy w powiecie latyczowskim guberni podolskiej.
Pod koniec roku 1918 w miejscowości powstała samozwańcza „republika”, na czele której stał Żyd Muszlin. 11 grudnia 1918 oddziały tej „republiki” zdobyły Nowosielicę, urządzając krwawy samosąd.
Podczas okupacji hitlerowskiej, wiosną 1942 roku Niemcy utworzyli getto dla żydowskich mieszkańców. Przebywało w nim około 5000 osób. 2 listopada 1942 roku Niemcy zlikwidowali getto, a Żydów zamordowano na cmentarzu żydowskim.

## Zabytki
- zamek Sieniawskich[7] z XV–XVI wieku z wielką basteją na kształcie czworoliścia i ruiną renesansowego pałacu. Po 1831 r. skonfiskowany Czartoryskim. Znacznie zniszczony w czasie I i II wojny światowej.
- kaplica katolicka z 1586 roku na dziedzińcu zamkowym fundacji Rafała Sieniawskiego.
- kościół św. Trójcy (w ruinie) zbudowany z donacji Hieronima Sieniawskiego w latach 1600–1632.
- młyn z XIX w.

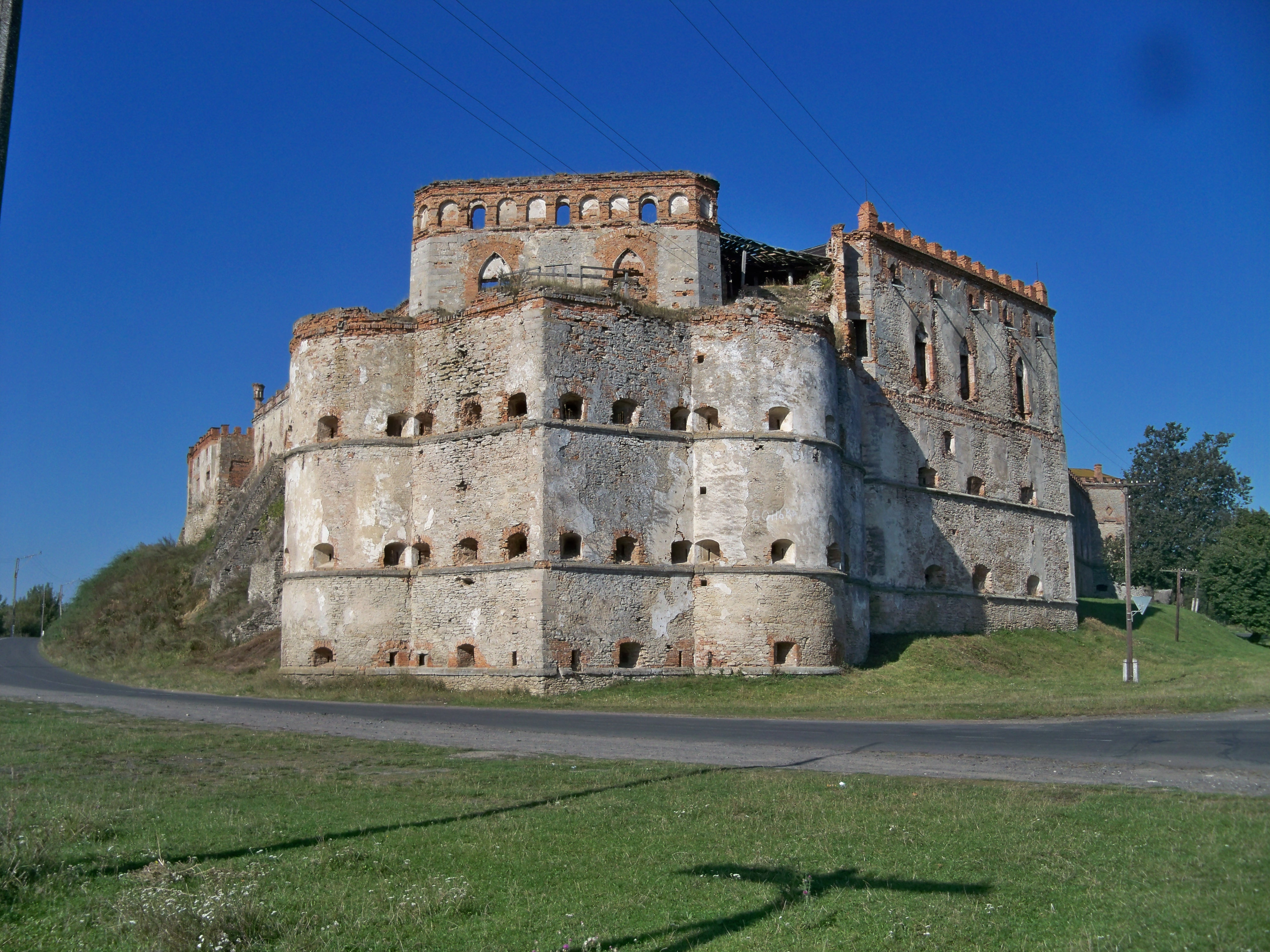
Zamek Sieniawskich w Międzybożu
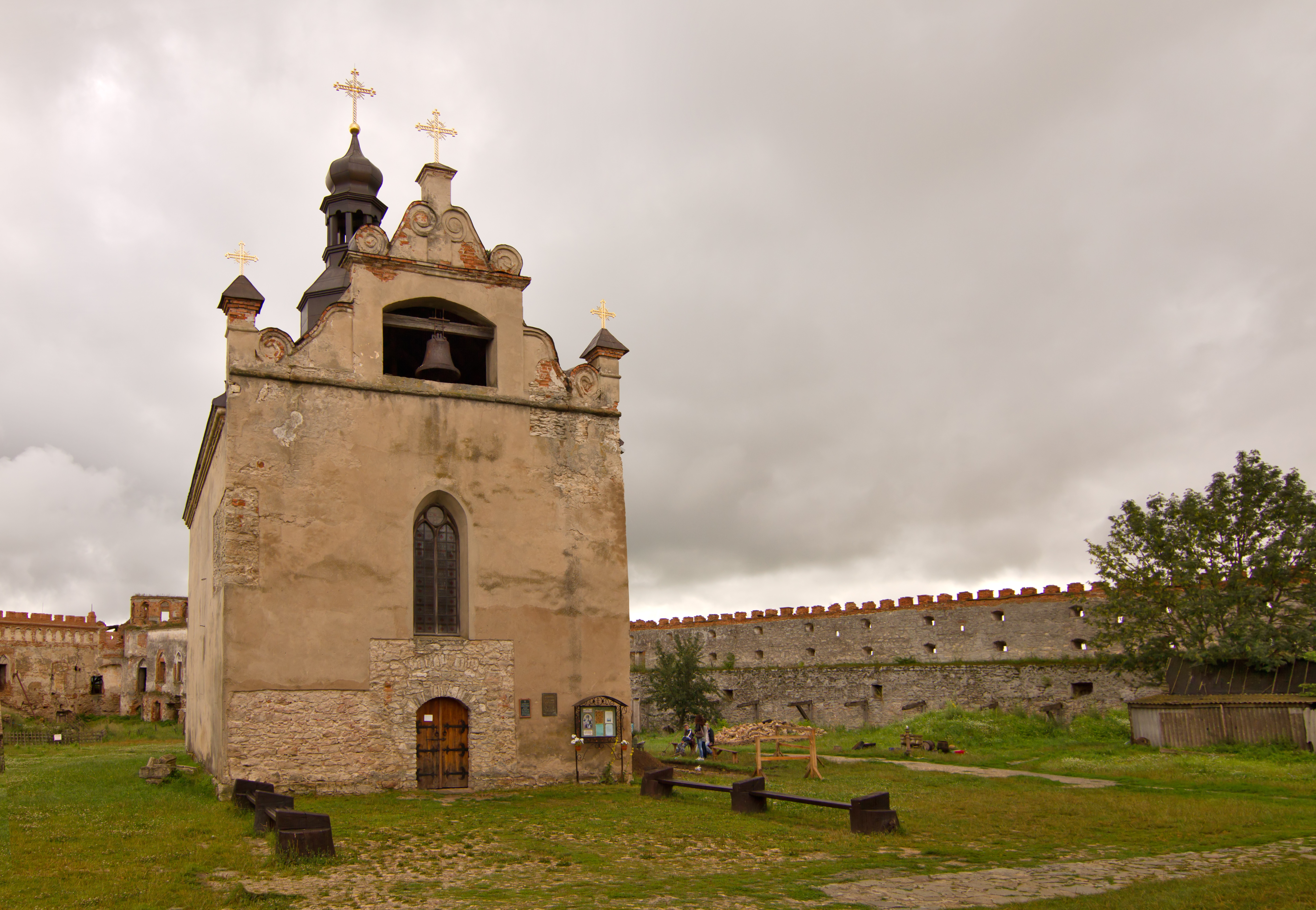
Kaplica zamkowa
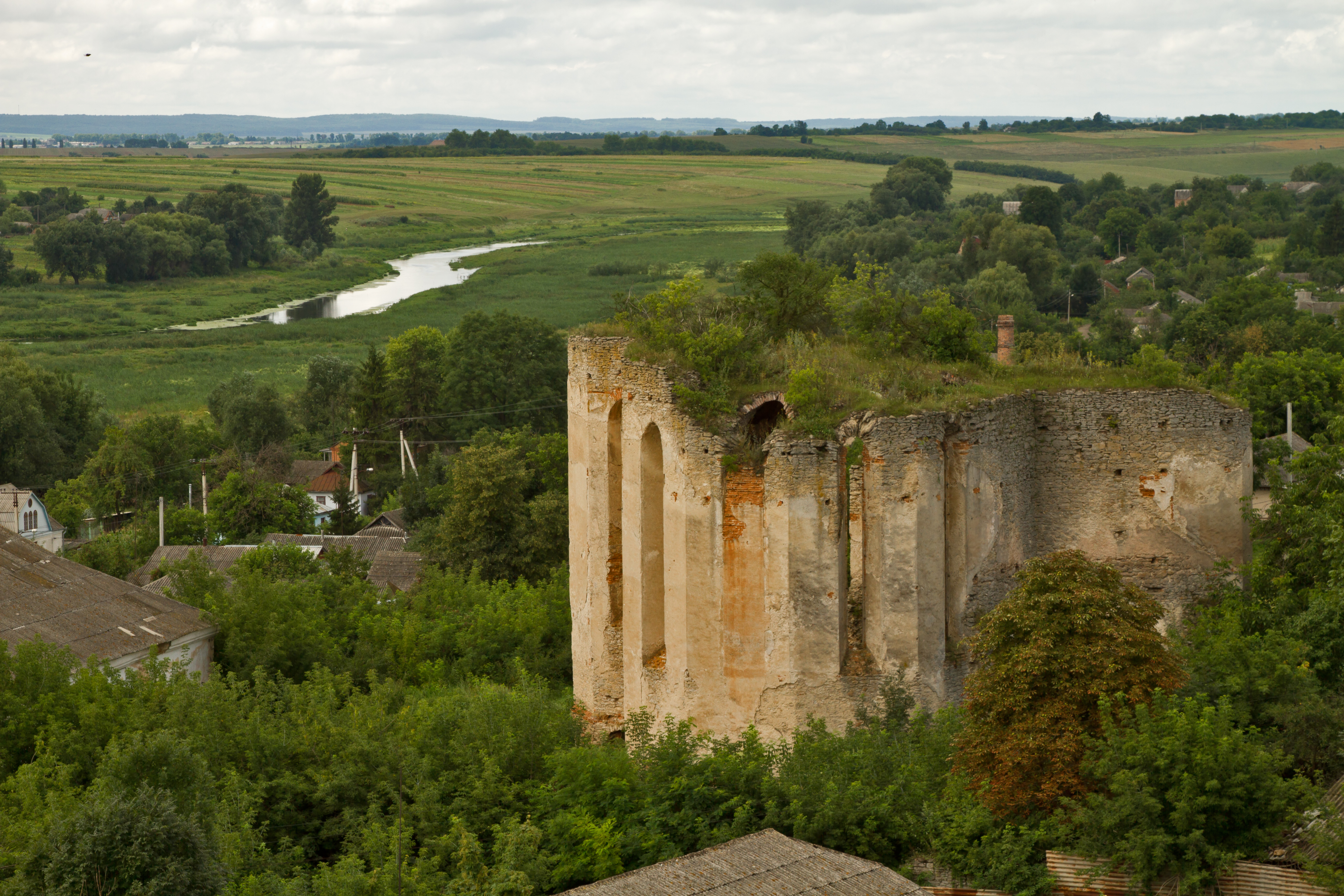
Kościół św. Trójcy